# گنزالو فیرو
گنزالو فیرو (اسپانیایی: Gonzalo Fierro‎؛ زادهٔ ۲۱ مارس ۱۹۸۳) یک بازیکن فوتبال اهل شیلی است.

## تیم ملی
وی همچنین در تیم ملی فوتبال شیلی بازی کرده‌است.